# We Are Who We Are
We Are Who We Are é uma série de televisão de drama criada por Luca Guadagnino para a Sky Atlantic e a HBO. Uma história de amadurecimento ambientada em uma base militar na Itália, a série segue dois americanos de 14 anos de idade chamados Fraser Wilson e Caitlin Harper. O elenco inclui Chloë Sevigny, Kid Cudi, Alice Braga, Jack Dylan Grazer, Vittoria Bottin, Beatrice Barichella, Andrea Miotto, Francesca Scorsese e Jordan Kristine Seamon.
A série está prevista para estrear em 14 de setembro de 2020 na HBO nos Estados Unidos e em 9 de outubro de 2020 na Sky Atlantic na Itália.

## Premissa
Uma história sobre dois adolescentes americanos que vivem em uma base militar dos EUA na Itália. A série explora amizade, primeiro amor, identidade e mergulha o público em toda a confusão e angústia de ser adolescente - uma história que pode acontecer em qualquer lugar do mundo, mas neste caso, acontece neste pequeno pedaço dos EUA na Itália.

## Elenco e personagens

### Principais
- Jack Dylan Grazer como Fraser Wilson: um garoto de quatorze anos tímido e introvertido, que se muda de Nova York para uma base militar em Veneto com suas mães.
- Jordan Kristine Seamon como Caitlin Harper: ousada e confiante, ela vive com a família na base há vários anos e fala italiano. Comparada ao irmão mais velho, Danny, Caitlin tem um relacionamento mais próximo com o pai, Richard, e não se comunica bem com a mãe Jenny. Ela é o eixo central de seu grupo de amigos: Britney, Craig, Sam, Enrico e Valentina.
- Chloë Sevigny como mãe de Fraser
- Alice Braga como mãe de Fraser
- Kid Cudi como pai de Caitlin e Danny
- Faith Alabi como Jenny: mãe de Caitlin e Danny
- Spence Moore II como Danny Harper: irmão mais velho de Caitlin.
- Francesca Scorsese como Britney: uma garota franca, espirituosa e sexualmente desinibida.
- Ben Taylor como Sam: namorado possessivo de Caitlin e irmão mais novo de Craig.
- Corey Knight como Craig: um soldado na casa dos vinte, alegre e de boa índole.
- Beatrice Barichella como Valentina: uma garota italiana.
- Sebastiano Pigazzi como Enrico: um brincalhão de dezoito anos de Veneto, que tem um ponto fraco por Britney.
- Tom Mercier como Jonathan: assistente de Sarah.
- Vittoria Bottin como Sole.